# Tempestade subtropical Yakecan
A tempestade subtropical Yakecan foi um ciclone subtropical que durante o seu trajeto, passou pela região Sul do Brasil, mais especificamente no Rio Grande do Sul e no Uruguai. O ciclone veio do mar em direção ao território rio-grandense e chegou com menos força no estado de Santa Catarina, onde retornou ao mar. Foi a décima-sexta tormenta a atingir o Brasil desde o ciclone Catarina em 2004.
Sua gravidade foi confirmada dia 16 de maio de 2022 pelo Instituto Nacional de Meteorologia (INMET) e pela Marinha do Brasil, que automaticamente o classificaram como um alerta laranja, que significa uma tempestade subtropical. O nível laranja é o penúltimo nível da escala, não tendo sido descartada sua promoção para o nível vermelho. Foram projetados ventos de até 100 km/h, e por este motivo, a Defesa Civil tanto regional quanto federal não negaram a possibilidade do ciclone atingir a força de furacão conforme avançava para solo firme.
O ciclone já deixara dois mortos antes mesmo de atingir o solo firme. O primeiro óbito foi registrado no Uruguai, onde, por conta dos fortes ventos, uma palmeira caiu no telhado da casa do morador. Já o outro caso foi relatado em Porto Alegre, onde uma embarcação de pescadores naufragou no lago Guaíba. No interior de São Paulo, o vento derrubou um balão de ar quente às margens da Rodovia Castello Branco, na zona rural entre as cidades de Boituva e Porto Feliz, o balão carregava nove pessoas a bordo que foram prontamente socorridas. Uma delas em estado grave. No dia 17, Devido à intensidade da massa de ar frio que acompanhou o ciclone, sua umidade ocasionou chuva congelada e queda de neve nas porções mais elevadas do planalto sul catarinense e no sul do Paraná.
A tempestade começou a perder intensidade conforme se deslocava para nordeste e quando virou a leste para longe da costa de São Paulo se dissipou na madrugada de 20 de maio de 2022, segundo carta sinótica do CHM.
Assim como outras tempestades tropicais, o ciclone foi nomeado "Yakecan" que vem do tupi-guarani e significa "som do céu".

## Preparativos

Trajetória prevista da tempestade subtropical Yakecan, segundo o INMET

Após a confirmação da formação da tempestade em 16 de maio de 2022, começaram os preparativos para redução de danos e possíveis estratégias para intempéries.

### Brasil
Além dos preparativos de cada estado, a defesa civil nacional observou a situação da tempestade com preocupação, assim já disponibilizando um número para informações de emergência através do celular.

#### Rio Grande do Sul
No Rio Grande do Sul, alguns municípios cancelaram as aulas da rede municipal pública de educação, sendo destaque os municípios de: Porto Alegre, Canoas, Gravataí, Alvorada, Glorinha, Cachoeirinha, Eldorado do Sul, Guaíba, São Jerônimo, São José do Norte, Santa Vitória do Palmar, Chuí, Capão do Leão, Jaguarão, Pedro Osório, Piratini, Pinheiro Machado e Turuçu. Além de grandes universidades do estado confirmaram alterações em suas grades horárias devido à tempestade, entre elas: Universidade Federal do Rio Grande (FURG), Universidade Federal de Ciências da Saúde de Porto Alegre (UFCSPA), Universidade do Vale do Rio dos Sinos (Unisinos), Universidade Federal de Pelotas (UFPel), Universidade Federal do Rio Grande do Sul (UFRGS), Centro Universitário Ritter dos Reis (UniRitter), Universidade Luterana do Brasil (ULBRA), Fundação do Ministério Público (FMP), Instituto Meridiona (IMED), Feevale e a Pontifica Universidade Católica do Rio Grande do Sul (PUCRS).
A defesa civil juntamente com as companhias de água e luz estiveram em estado de prontidão para atender possíveis chamados já programados por conta da força do temporal. Em Porto Alegre, a Secretaria Municipal de Assistência Social foi colocada de plantão para eventuais acidentes e atendimento à população em situação de rua, equipes estiveram fazendo abordagem e encaminhamento de pessoas em situação de rua para albergues, abrigos e pousadas. A prefeitura disponibilizou o Ginásio Tesourinha como base de acolhimento para a população em situação de rua.

#### Santa Catarina
Em Santa Catarina, a defesa civil esperou uma tempestade um pouco mais fraca após atingir o estado do Rio Grande do Sul, a preocupação principal esteve voltada para a onda de frio que assola a região que pôde causar até queda de neve. Outra preocupação foi com o posicionamento geográfico de Florianópolis, tendo em vista que trata-se de uma ilha banhada diretamente pelo mar, que pôde atingir ondas de até 5 metros de altura com ventos de até 99 km/h no litoral.

## Consequências

### Uruguai
A ressaca marítima causada pelo ciclone deixou a maré com espuma e a mesma inundou diversas ruas nos departamentos de Maldonado - principalmente na cidade de Punta del Este - e Rocha, além de outras localidades em Canelones e Lavalleja. Quatro pessoas tiveram que sair de casa depois que a casa onde estavam desabou com o vendaval. Em La Paloma, árvores e telhados desabaram com a força do vento bloqueando diversas ruas do departamento. As rajadas chegaram perto dos 100 km/h e o INUMET (Instituto Nacional de Meteorologia Uruguaio) declarou alerta laranja por todo o país.

### Brasil
O ciclone chegou à costa brasileira, atingindo primeiramente o litoral gaúcho, na madrugada de 17 de maio de 2022. Os ventos causaram danos generalizados e se intensificaram ao longo do deslocamento, chegando a serem registradas rajadas com velocidades superiores a 100 km/h em Santa Catarina. A atuação do ciclone se estendeu bem além de sua faixa de nebulosidade, ocasionando ventos fortes e constantes ao longo de dois dias no interior dos estados de Santa Catarina, Paraná e São Paulo, onde foram registrados ventos com velocidades variando entre 60 a 90 km/h.

#### Rio Grande do Sul
Mais de 220 mil pessoas foram afetadas com falta de energia na grande Porto Alegre e Campanha Gaúcha por causa do ciclone. Vários postes de energia e cabos foram partidos, deixando moradores às escuras.

#### Santa Catarina
Diversos municípios da faixa litorânea e setor serrano de Santa Catarina registraram danos pelos ventos. Nas escarpas da serra catarinense o vento foi intenso o suficiente para causar o tombamento de veículos. Devido ao frio intenso, nas áreas mais elevadas a atuação do ciclone causou precipitações invernais entre os dias 17 e 18 de maio de 2022, na forma de neve e chuva congelada.

#### Paraná
No Paraná, os portos de Paranaguá e Antonina operaram parcialmente devido à intensidade dos ventos trazidos pelo ciclone subtropical Yakecan. De acordo com o Sistema de Tecnologia e Monitoramento Ambiental do Paraná (Simepar), foi registrado rajadas de vento com intensidade que superou os 64 km/h no litoral do estado. Em Guaratuba, uma embarcação e uma ponte que dava acesso aos flutuantes afundaram no dia 18.

#### São Paulo
Embora não tenha sido diretamente atingido pelo ciclone, houve impactos relacionados à ação indireta do fenômeno. A atuação do ciclone causou ventos intensos e constantes em toda a faixa leste do estado, incluindo o litoral. As cidades litorâneas registraram mar agitado com ondas de dimensões acima da média. No interior, os ventos em altitude decorrentes da atuação do ciclone atingiram um balão tripulável com 9 ocupantes, causando sua queda, deixando duas pessoas gravemente feridas.

#### Rio de Janeiro
O estado do Rio de Janeiro foi atingido por forte ressaca causada pela tempestade. As marés inundaram diversas calçadas e ruas litorâneas, causando estragos em postos de conveniência e em alguns veículos. Em cidades da região Metropolitana e da região dos Lagos, os vendavais de até 86 km/h da tormenta causaram interrupção da energia por causa da queda de árvores e postes. Um hospital precisou interromper suas atividades temporariamente.